# 皮尔托
皮尔托，是匈牙利南部巴奇-基什孔州所辖的一个村，总面积34.49平方公里，总人口992，人口密度29人/平方公里（2002年）。地理坐标为46°31′N 19°26′E。